# Liste von Museen für Völkerkunde
Diese Liste der Museen für Völkerkunde enthält Völkerkundemuseen (Ethnologie), teils auch unter der Bezeichnung Ethnographisches Museum oder Museum für Anthropologie (Wissenschaft vom Menschen). Sie alle zeigen Sammlungen von Artefakten und Ethnographien (Völkerbeschreibungen) verschiedener Ethnien und indigener Völker und ihrer Kulturen.

## Europa

### Deutschland
- Afrikahaus, Sebnitz
- BASA-Museum (Bonner Amerikas-Sammlung) an der Abteilung für Altamerikanistik der Rheinischen Friedrich-Wilhelms-Universität Bonn
- Brasilienmuseum im Franziskanerkloster Bardel, Westfalen
- Deutsches Institut für tropische und subtropische Landwirtschaft: Völkerkundliches Museum Witzenhausen (Ethnographische Sammlung Völkerkundliches Museum Witzenhausen – Kulturen der Welt)
- Deutsches Ledermuseum, Offenbach
- Ethnologische Abteilung im Naturkundemuseum Coburg
- Schloss Lichtenwalde (Westafrika, Nepal, Tibet, China, Japan, Korea, Scherenschnitte), Niederwiesa
- Ethnologische Sammlung im Naturkundemuseum Mauritianum, Altenburg
- Ethnologische Sammlungen im Regionalmuseum Wolfhagender Land, Wolfhagen
- Ethnologische Sammlungen im Hexenbürgermeisterhaus, Lemgo
- Ethnologische Sammlung der Universität Göttingen
- Ethnologische Sammlungen im Regionalmuseum Neubrandenburg (insbesondere die Südsee-Sammlung Bernhard Funk)
- Ethnologische Sammlung der Museumslandschaft Hessen Kassel
- Ethnologisches Museum, Berlin-Mitte
- Forum der Völker, Völkerkundemuseum der Franziskaner, Werl
- Georg-Forster-Sammlung im Südseepavillon, Oranienbaum-Wörtlitz
- Haus Völker und Kulturen der Steyler Missionare, Sankt Augustin
- Julius-Riemer-Sammlung im Museum der städtischen Sammlungen im Zeughaus, Wittenberg
- Linden-Museum: Staatliches Museum für Völkerkunde, Stuttgart
- Missionsmuseum im Missionshaus der Steyler Missionare, St. Wendel
- Museum am Rothenbaum – Kulturen und Künste der Welt, Hamburg
- Museum der Phantasie: Buchheim-Museum, Bernried am Starnberger See
- Museum Europäischer Kulturen, Berlin-Dahlem
- Museum Fünf Kontinente, München
- Museum für Völkerkunde der Universität Kiel
- Museum für Völkerkunde Dresden
- Museum für Völkerkunde zu Leipzig, im Grassimuseum
- Orientalische Sammlung im Museum Kloster Banz, Bad Staffelstein
- Oberhessisches Museum, Giessen: Ethnologische Sammlung
- Residenzschloss Oettingen in Bayern, Zweigstelle des Museums Fünf Kontinente München
- Museum für Völkerkunde Rostock des Kulturhistorischen Museums im Kloster zum Heiligen Kreuz (Rostock)
- Museum im Ritterhaus, Offenburg
- Museum Natur und Mensch Freiburg: Naturmuseum Freiburg im Breisgau, ehemals Adelhausermuseum
- Museum Weltkulturen der Reiss-Engelhorn-Museen, Mannheim
- Rautenstrauch-Joest-Museum – Kulturen der Welt, Köln
- Religionskundliche Sammlung Marburg
- Roemer- und Pelizaeus-Museum Hildesheim
- Städtisches Museum, Braunschweig, Abteilung für Völkerkunde
- Südseemuseum, Obergünzburg
- Südseesammlung im Schloss Bernburg
- Südseesammlung von Wilhelm Knappe im Thüringischen Museum für Volkskunde, Erfurt
- Südseesammlung Paula David, Sondershausen
- Übersee-Museum, Bremen
- Völkerkundemuseum auf der Hardt, Wuppertal, ehemals Völkerkundemuseum der Archiv- und Museumsstiftung
- Völkerkundemuseum Heidelberg
- Völkerkundemuseum Herrnhut, Herrnhut in der Oberlausitz
- Völkerkundesammlung der Hansestadt Lübeck
- Völkerkunde-Abteilung der Naturhistorischen Sammlung des Museums Wiesbaden
- Völkerkunde-Abteilung des Naturhistorischen Museums Nürnberg
- Völkerkunde-Abteilung des Niedersächsischen Landesmuseums Hannover
- Völkerkundliche Abteilung des Museums der Universität Tübingen MUT (WeltKulturen. Sammlungen im Schloss Hohentübingen)
- Ethnographische Sammlung der Philipps-Universität Marburg
- Völkerkundliche Sammlung im Hellweg-Museum, Unna
- Weltkulturen Museum: Museum der Weltkulturen, Frankfurt am Main

### Österreich
- Museum der Völker, Schwaz, Tirol
- Pavelhaus (slowenische Minderheit), Laafeld bei Bad Radkersburg, Steiermark
- Schloss Kittsee, Außenstelle des Museums für Völkerkunde
- Weltmuseum Wien in der Hofburg, Wien

### Schweiz
- Historisches und Völkerkundemuseum St. Gallen
- Musée d’ethnographie de Genève, Genf
- Ethnografische-Abteilung des Bernischen Historischen Museums, Bern
- Musée d’ethnographie de Neuchâtel, Neuchâtel
- Museo delle Culture, Lugano
- Museum der Kulturen Basel
- Museum für Völkerkunde Burgdorf
- Museum Rietberg, Zürich
- Nordamerika Native Museum, Zürich
- Völkerkundemuseum der Universität Zürich

### Belgien
- Königliche Museen für Kunst und Geschichte, Musées royaux d’art et d’histoire, Brüssel
- Königliches Museum für Zentral-Afrika, Koninklijk Museum voor Midden-Afrika, Tervuren

### Bulgarien
- Historisches Museum Melnik

### Frankreich
- Musée Asiatica, Biarritz
- Korsisches Völkerkundemuseum, Corte
- Musée du quai Branly, Paris

### Griechenland
- Folklore- und Ethnologiemuseum von Makedonien und Thrakien, Thessaloniki

### Großbritannien
- Bagshaw Museum, Batley (ethnographische Sammlung)
- Birmingham Museum and Art Gallery, Birmingham (ethnographische Sammlung)
- Blackburn Museum and Art Gallery, Blackburn (ethnographische Sammlung, eingelagert)
- Brighton Museum and Art Gallery, Brighton (ethnographische Sammlung)
- Bristol City Museum and Art Gallery, Bristol (ethnographische Sammlung)
- British Museum, London
- Cuming Museum, London (ethnographische Sammlung)
- Dundee Art Galleries and Museums, Dundee (ethnographische Sammlung)
- Great North Museum: Hancock, Newcastle upon Tyne (ethnographische Sammlung, eingelagert)
- Hastings Museum and Art Gallery, Hastings (ethnographische Sammlung)
- Horniman Museum and Gardens, London (ethnographische Sammlung)
- Ipswich Museum, Ipswich (ethnographische Sammlung)
- Leeds City Museum, Leeds (ethnographische Sammlung)
- Marischal Museum, University of Aberdeen (ethnographische Sammlung)
- Museum of Archaeology and Anthropology, University of Cambridge
- Nuneaton Museum and Art Gallery, Nuneaton (ethnographische Sammlung)
- Perth Museum and Art Gallery, Perth (ethnographisches Material)
- Pitt Rivers Museum, Oxford
- Powel-Cotton Museum Quex House and Gardens, Birchington-on-Sea
- Royal Museum of Scotland, Edinburgh (ethnographische Sammlung)
- Royal Albert Memorial Museum, Exeter (ethnographische Sammlung)
- Russell-Cotes Art Gallery and Museum, Bournemouth (ethnographische Objekte)
- Saffron Walden Museum, Saffron Walden, Essex
- Victoria and Albert Museum, London
- Wellcome Collection, London (medizinische Anthropologie)
- World Museum Liverpool

### Italien
- Ladinisches Museum, St. Martin in Thurn
- Museo Etnografico Siciliano Giuseppe Pitrè in Palermo, Sizilien
- Museo Nazionale Preistorico Etnografico „Luigi Pigorini“, in Rom
- Museo Etnografico Tiranese, in Tirano, Region Lombardei

### Kroatien
- Ethnographisches Museum Dubrovnik, Dubrovnik
- Ethnographisches Museum Istriens, Pazin
- Ethnographisches Museum Zagreb, Zagreb
- Ethno-Museum Staro Selo, Kumrovec
- Volksmuseum Zadar, Zadar

### Republik Moldau
- Nationalmuseum für Völkerkunde und Naturgeschichte, Chișinău

### Niederlande
- Nationaal Museum van Wereldculturen (Nationalmuseum der Weltkulturen) mit drei (bis 2023: vier) Standorten:
  - Wereldmuseum Amsterdam (vormals Tropenmuseum)
  - Wereldmuseum Leiden (vormals Rijksmuseum voor Volkenkunde)
  - Wereldmuseum Rotterdam (vormals Museum voor Land- en Volkenkunde)
  - Afrika Museum, Berg en Dal (seit November 2023 geschlossen)
- Missionsmuseum Steyl, Venlo

### Polen
- Muzeum Etnograficzne im Seweryna Udzieli w Krakowie, Krakau
- Muzeum Archeologiczne i Etnograficzne w Łodzi, Lodz
- Muzeum Etnograficzne w Poznaniu, Posen
- Aussereuropäische Sammlungen im Nationalmuseum Stettin
- Muzeum Etnograficzne im Marii Znamierowskiej-Prüfferowej w Toruniu, Thorn
- Museum für Völkerkunde in Warschau, Warschau

### Portugal
- Museu Nacional de Etnologia, Lissabon

### Russland
- Peter-der-Große-Museum für Anthropologie und Ethnographie (Kunstkammer) der Russischen Akademie der Wissenschaften (Музей антропологии и этнографии имени Петра Великого Российской академии наук), Sankt Petersburg
- Russisches Museum für Ethnographie (Российский этнографический музей), Sankt Petersburg
- Moskauer Haus der Nationalitäten in Moskau

### Schweden
- Ethnografisches Museum Stockholm
- Världskulturmuseet, Göteborg

### Serbien
- Ethnographisches Museum in Belgrad

### Slowakei
- Völkerkundemuseum des Slowakischen Nationalmuseums, Martin
- Freilichtmuseum Stará Ľubovňa, Prešovský kraj

### Slowenien
- Slowenisches Ethnographisches Museum, Ljubljana

### Spanien
- Museo Nacional de Antropología, Madrid
- Museo de América, Madrid

### Tschechien
- Ethnographisches Museum Pilsen (Národopisné muzeum Plzeňska)
- Náprstek-Museum Prag

### Ukraine
- Iwan-Hontschar-Museum, Kiew
- Museum für Volksarchitektur und Brauchtum der Ukraine, Kiew
- Hof Sawky, in Nowi Petriwzi bei Kiew

### Ungarn
- Ethnografisches Museum Budapest

## Nordamerika

### Kanada
- Alert Bay Public Library and Museum, Alert Bay
- Buffalo Nations Luxton Museum, Banff
- Glenbow Museum, Calgary
- Kanadas Nationalmuseum für Geschichte und Gesellschaft, Canadian Museum of Civilization, Ottawa
- Museum of Ontario Archaeology, London (Ontario)
- Museum of Northern British Columbia, Prince Rupert
- Museum of Anthropology, Vancouver
- Northern Life Museum, Fort Smith (Nordwest-Territorien)
- Royal Alberta Museum, Edmonton
- Royal British Columbia Museum, Victoria
- Royal Ontario Museum (abgekürzt: ROM), Toronto
- The Simon Fraser University Museum of Archaeology and Ethnology, Burnaby
- X̲á:ytem, Mission, British Columbia

### USA
- American Museum of Natural History, New York City
- Bernice P. Bishop Museum, Honolulu auf Oʻahu, Hawaii
- Burke Museum, Seattle
- Field Museum of Natural History, Chicago
- Metropolitan Museum of Art, New York
- Old Salem (Herrnhuter), Winston-Salem, North Carolina,
- Peabody Museum of Archaeology and Ethnology, Harvard University, Cambridge
- National Museum of the American Indian, Washington, D.C.
- National Museum of African Art, Washington, D.C.
- National Museum of Natural History, Washington D.C.
- UCLA Fowler Museum of Cultural History, Los Angeles
- University of Pennsylvania Museum of Archaeology and Anthropology, Philadelphia

## Südamerika

### Venezuela
- Museo Histórico y Étnico, Rubio

## Afrika

### Ägypten
- Ägyptisches Museum, Kairo

### Algerien
- Bardo Nationalmuseum, Algier

### Burkina Faso
- Musée de la Musique de Ouagadougou, Ouagadougou

### DR Kongo
- Nationalmuseum der Demokratischen Republik Kongo

### Guinea-Bissau
- Museu Etnografico Nacional Bissau, Bissau

### Namibia
- Swakopmund Museum, Swakopmund

### Senegal
- Musée des civilisations noires, Dakar

### Sudan
- Ethnografisches Museum, Khartum

### Tunesien
- Nationalmuseum von Bardo, Tunis

## Asien

### China
- Museum der Inneren Mongolei, Hohhot
- Museum für traditionelle Mongolische Medizin, Hohhot

### Indonesien
- Museum Indonesia, Jakarta

### Japan
- National Museum of Ethnology, Osaka

### Malaysia
- Muzium Etnologi, Kuching

### Vietnam
- Ethnologisches Museum von Vietnam, Hanoi

## Australien und Ozeanien

### Fidschi
- Fiji Museum, Suva

### Hawaii
- Bernice P. Bishop Museum, Honolulu auf Oʻahu

### Kiribati
- Te Umanibong: Kiribati National Cultural Centre and Museum, Bikenibeu auf Tarawa

### Tahiti
- Musée de Tahiti et des Îles, Punaauia